# Harvard Divinity School
Harvard Divinity School är en av de ingående skolorna i Harvard University, som ligger i Cambridge, Massachusetts, USA. Skolans uppdrag är att träna och utbilda sina studenter antingen i akademisk religionskunskap, eller för att utöva ett religiös prästämbete eller annan offentlig yrkestjänst. Den vänder sig också till studenter från andra Harvard-skolor som är intresserade av dessa ämnen. Harvard Divinity School är bland en liten grupp av universitetsbaserade, icke-kyrkosamfundliga teologiska seminarium i USA (de andra inkluderar University of Chicago Divinity School, Yale Divinity School, Vanderbilt University Divinity School och Wake Forest University School of Divinity).